# Вовкозуб Осман Гіла
Вовкозуб Осман Гіла (Lycodon osmanhilli) — неотруйна змія з роду Вовкозуб родини Вужеві. Інша назва «вовкозуб Коломбо». Отримав назву на честь британського вченого Вільяма Осман Гіла.

## Опис
Загальна довжина досягає 50 см. Голова сплощена. Морда широка з поперечним ребром. Тулуб довгий, циліндричний, що звужується на кінці. Довжина хвоста становить 1/5 всієї змії. Луска гладенька, складається з 17 рядків.
Голова зверху світло—коричневого кольору. Губи кремові з темно—коричневими плямами. З верхньої губи до шиї тягнеться темна смуга. Спина має коричневий або сірувато—коричневий колір з 19 кремовими плям. Черево кремового забарвлення.

## Спосіб життя
Полюбляє морське узбережжя, низини, трапляється біля людського житла, у руїнах. Зустрічається на висоті 350 м над рівнем моря. Більшу частину життя проводить на землі, проте може заповзати на дерева. Вдень ховається серед листя, у дуплах дерев, під скелями, у печерах. Активний вночі. Харчується здебільшого геконами. інколи дрібними зміями та мишоподібними.
При небезпеці скручується у вузол, ховаючи голову у середину.
Це яйцекладна змія. Самиця у вересні—жовтні відкладає 8—10 яєць.

## Розповсюдження
Мешкає у західній частині о.Шрі-Ланка, зокрема у окрузі Коломбо. Звідси інша назва цієї змії.